# Christopher Tolkien
Christopher Reuel Tolkien (21. studenoga 1924.—15./16. siječnja 2020.) bio je treći i najmlađi sin pisca J. R. R. Tolkiena (1892. – 1973.), a slavu je stekao uređivanjem velikog dijela očeva postumno objavljena materijala. Nacrtao je karte za očev Gospodar prstenova, koje je potpisivao s C. J. R. T.  J. dolazi od John, krsnog imena kojega inače ne rabi.

## Život
Christopher Tolkien rođen je u Leedsu, u Engleskoj, treći je i najmlađi sin Johna Ronalda Reuela Tolkiena. Osnovnu školu pohađao je u Oxfordu, a srednju katoličku Oratory School u Brekshireu. Regrutiran je u Kraljevsko zrakoplovstvo u svibnju 1945. godine te je kratko služio kao pilot, postigavši niži časnički čin. Nakon kratke službe u vojsci proučavao je engleski na Oxfordu.
Tijekom dugog razdoblja bio je očev kritičar, u početku kao slušatelj priča o Bilbu Bagginsu (objavljenom pod naslovom The Hobbit), a nakon toga kao tinejdžer i mladić kometirajući Gospodar prstenova tijekom petnaestogodišnjeg nastajanja. Prihvatio se pojašnjavanja očevih često proturječnih karta Međuzemlja kako bi priredio karte upotrebljene u knjigama. Krajem sedamdesetih godina dvadesetog stoljeća iznova je nacrtao glavnu kartu kako bi razjasnio neke pogreške i nedorečenosti.
Godine 1960. objavio je Legendu o mudrom kralju Heidreku, koju je preveo s islandskog uz uvod, bilješke i napomene. Nakon toga, kreće očevim stopema te postaje učitelj i predavač englsekog jezika u Oxfordu, gdje je radio od 1964. do 1975. godine.
Godine 2001., privukao je pozornost tvrdnjom da je filmska trilogija Gospodar prstenova redatelja Petera Jacksona na upitan način prenijela samu bit djela njegova oca, ipak, naglasivši da je to njegovo osobno mišljenje.
Christopher Tolkien posljednje godine života proveo je u Francuskoj sa svojom drugom ženom Baillie Tolkien. Imaju dvoje djece, Adama Reuela Tolkiena i Rachel Clare Reuel Tolkien. Njegov sin iz prvoga braka Simon Mario Reuel Tolkien, odvjetnik je i pisac.

## Urednički rad na rukopisima J. R. R. Tolkiena
Iako je J. R. R. Tolkien ostavio ogromnu količinu materijala o mitilogiji Međuzemlja i na pola dovršene Silmarillion i Gospodar prstenova, umro je 1973. godine ne dovršivši svoju zamisao.
Nakon očeve smrti, Christopher Tolkien prionuo je organiziranju cjelokupnog djela, bilješki ponekad zapisanih na marginama preko starijih inačica ili pak samo na tada već pola stoljeća starima priloženim komadićima papira. Velik dio materijala bio je u rukopisu, s imenima likova koja su se na kraju iste pripovijetke često razlikiovala od onih na kraju. Christopher Tolkien priznao je kako je često nagađao očeve zamisli.[nedostaje izvor]
Nakon očeve smrti 1973. godine Christopher Tolkien uspio je Silmarillion prirediti za izdavanje 1977. godine; u čemu mu je dijelom pomogao tada mladi Guy Gavriel Kay, kasnije prepoznat pisac fantazija. Christopher Tolkien bio je primoran na neke teške uredničke odluke u predstavljanu očeva djela, koje su nakon toga osporavali i on sam i drugi. Objabljivanje Silmarilliona slijedile su Nedovršene pripovijesti 1980. godine i Povijest Međuzemlja u dvanaest svezaka između 1983. i 1996. godine; između Povijesti Međuzemlja i Nedovršenih pripovijesti većina oiginalnih tekstova iz kojih je nastao Silmarillion iz 1977. godine već je objavljeno.
U travnju 2007. godine Christopher Tolkien izdaje knjigu Húrinova djeca, koju je njegov otac između 1951. i 1957. godine priveo kraju prije nego što je napustio rad na njoj. Ovo je jedna od prvih priča J. R. R. Tolkiena, čija je najranija inačica napisana još 1918. godine; nekoliko inačica objavljeno je u Silmarillionu, Nedovršenim pripovjestima i u Povijesti Međuzemlja. Húrinova djeca sažetak je ovih drugih izvora.
Tijekom siječnja 2009. godine HarperCollins je najavio izdavanje još jednog djela J. R. R. Tolkiena koje je priredio Christopher Tolkien: Legenda o Sigurdu i Gudrún, pjesme iz norveškog Völsung ciklusa. Djelo je objavljeno svibnja iste godine.